# The Crisis (film 1916)
The Crisis è un film muto del 1916 diretto da Colin Campbell. Il regista firma, insieme a Lanier Bartlett, anche la sceneggiatura basata sull'omonimo romanzo dello scrittore Winston Churchill.

## Trama
Nel Sud, Stephen Brice, giovane avvocato di Boston, è innamorato di Virginia Carvel, la figlia del suo benefattore, il colonnello Comyn Carvel. L'elezione di Abraham Lincoln alla presidenza degli Stati Uniti porta però a una rottura tra i due: Brice sceglie di schierarsi con gli antischiavisti, Virginia resta fedele ai valori del sud. La ragazza si fidanza con il cugino Clarence Colfax. Clarence viene fatto prigioniero dalle truppe di Sherman, nei cui ranghi si trova arruolato Stephen, diventato nel frattempo uno degli aiutanti di Lincoln. Clarence, accusato di spionaggio, viene condannato a morte. Virginia si reca allora dal presidente, implorandolo di graziare il giovane. Lincoln, che vuole mostrare misericordia verso il Sud ormai in disfatta, commuta la sentenza. Virginia, che adesso ha ritrovato Stephen, si riconcilia con lui e l'abbraccio che li unisce sigla la loro riunione.

## Produzione
Il film fu prodotto dalla Selig Polyscope Company. Venne girato nel Missouri, a St. Louis e nel Mississippi, al Vicksburg National Military Park.

## Distribuzione
Il copyright del film, richiesto dalla Selig Polyscope Co., fu registrato il 30 agosto 1916 con il numero LP9034.
Il 29 settembre, il film fu presentato a un numeroso pubblico di invitati durante una proiezione privata organizzata allo Strand Theatre di New York. Un'altra proiezione privata si tenne a Minneapolis il 22 dicembre. Il film, distribuito dalla Sherman-Elliott Inc., uscì poi nelle sale il 24 dicembre 1916.

### Conservazione
Copia completa della pellicola si trova conservata negli archivi della Library of Congress di Washington.